# فرانك ميلارد
فرانك ميلارد (بالإنجليزية: Frank Millard)‏ هو لاعب كرة قاعدة أمريكي، ولد في 4 يوليو 1865 في سانت لويس الشرقية ‏ في الولايات المتحدة، وتوفي في 4 يوليو 1892 في دالاس في الولايات المتحدة.

## وصلات خارجية
- فرانك ميلارد على موقعبيزبول رفرنس.كوم (الدوري الرئيسي) (الإنجليزية)
- فرانك ميلارد على موقعبيزبول رفرنس.كوم (الدوري الثانوي) (الإنجليزية)